# Amt Mettingen
Das Amt Mettingen war bis zum 31. März 1951 ein Amt im Kreis Tecklenburg in Nordrhein-Westfalen.

## Geschichte
Im Rahmen der Einführung der Landgemeindeordnung für die Provinz Westfalen wurde 1844 im Kreis Tecklenburg aus der Bürgermeisterei Mettingen das Amt Mettingen gebildet, das nur aus der Gemeinde Mettingen bestand. Im gleichen Jahr wurde auch aus der Bürgermeisterei Recke das Amt Recke gebildet, das nur aus der Gemeinde Recke bestand.
1930 wurde das Amt Recke aufgehoben und die Gemeinde Recke in das Amt Mettingen eingegliedert.
Zum 1. April 1951 wurde das Amt Mettingen aufgelöst. Mettingen und Recke wurden dadurch amtsfreie Gemeinden. Beide Gemeinden gehören seit 1975 zum neuen Kreis Steinfurt.

## Einwohnerentwicklung
| Jahr | Einwohner | Quelle |
| ---- | --------- | ------ |
| 1858 | 3.127     | [ 4 ]  |
| 1871 | 3.330     | [ 5 ]  |
| 1885 | 3.499     | [ 6 ]  |
| 1910 | 4.061     | [ 7 ]  |
| 1925 | 5.133     | [ 8 ]  |
|      |           |        |
| 1933 | 9.717     | [ 8 ]  |
| 1939 | 10.525    | [ 8 ]  |
| 1950 | 14.405    | [ 9 ]  |

Das Amt wurde 1930 vergrößert.